# كيوهي إينوكاي (رسام)
كيوهي إينوكاي (بالإنجليزية: Kyohei Inukai)‏ هو رسام أمريكي، ولد في 1913، وتوفي في 1985.